# Vouloir c'est pouvoir
Pour plus de détails, voir Fiche technique et Distribution.

Vouloir c'est pouvoir (titre original : Alarm Clock Andy) est un film muet américain de Jerome Storm, sorti en 1920.

## Fiche technique
- Titre original : Alarm Clock Andy
- Titre français : Vouloir c'est pouvoir
- Réalisation : Jerome Storm
- Scénario : Agnes Christine Johnston
- Photographie : Chester Lyons
- Producteur : Thomas H. Ince
- Société de production : Thomas H. Ince Productions
- Pays de production :  États-Unis
- Langue originale : anglais
- Genre : Comédie
- Durée : 50 minutes
- Date de sortie : 
  - États-Unis : 14 mars 1920

## Distribution
- Charles Ray
- Millicent Fisher
- George Webb
- Tom Guise
- Andrew Robson